# Buzdugan (okręg Vâlcea)
Buzdugan – wieś w Rumunii, w okręgu Vâlcea, w gminie Păușești. W 2011 roku liczyła 495 mieszkańców.